# 제임스 아데니이
세군 제임스 아데니이(영어: Segun James Adeniyi, 1992년 12월 20일 ~ )는 나이지리아의 축구 선수로 포지션은 공격수 겸 미드필더다. 현재 튀르키예 TFF 1. 리그의 투즐라스포르 소속이다.

## 선수 생활

### 유소년 생활
나이지리아 라고스의 무슬림 가정에서 태어난 그는, 2009년 나이지리아 U-17 축구 국가대표팀 훈련 캠프에 발탁되었다. 그러나 카타르로 투어를 떠날 최종명단에는 들지 못했다.

### 알바니아 수페르리가

#### 빌리스 발쉬
2012년 1월 아데니이는 알바니아 수페르리가의 KF 빌리스 발쉬에 입단하여 프로무대를 시작했다. 빌리스 발쉬에는 기존 선수단에 나이지리아 출신 선수들이 먼저 자리를 잡고 있었다. 입단 초기에는 유소년 팀에서 활동을 하다가, 2012년 9월 23일 FK 쿠커시와의 경기를 통해 성인무대에 데뷔했다.

#### KF 라시
2014년 아데니이는 알바니아 수페르리가의 KF 라시로 이적했다. 그는 이 클럽에서 대륙대회 데뷔전을 가졌다. 2014년 7월 3일 홈에서 치러진 UEFA 유로파리그 1차 예선에 출전하였고, 슬로베니아 클럽 NK 루다르 발레니에를 상대로 골을 기록하였다. 2015년 알바니아 슈퍼컵 결승전에 출전하여 승리를 거두어, 구단 역사상 최초로 슈퍼컵 트로피를 들어올렸다.

#### 스컨데르베우 코르처
2016년 2월 1일 이적시장이 닫히기 직전, 아데니이는 KF 스컨데르베우 코르처로 이적하였다. 계약기간은 3년이었다. 이적하고 나서도 좋은 활약을 지속하여, 알바니아 수페르리가 2015-16시즌 34경기 15골을 기록하여 그의 커리어 생활 최고기록을 달성했다.

## 기록

### 클럽
| 시즌        | 구단                | 디비전      | 리그 | 리그 | 컵   | 컵   | 대륙대회 | 대륙대회 | 기타 | 기타 | 총합 | 총합 |
| 시즌        | 구단                | 디비전      | 출전 | 득점 | 출전 | 득점 | 출전     | 득점     | 출전 | 득점 | 출전 | 득점 |
| ----------- | ------------------- | ----------- | ---- | ---- | ---- | ---- | -------- | -------- | ---- | ---- | ---- | ---- |
| 2012-13     | 빌리스 발쉬         | 수페르리가  | 6    | 0    | 2    | 1    | -        | -        | -    | -    | 8    | 1    |
| 총합        | 총합                | 총합        | 6    | 0    | 2    | 1    | -        | -        | -    | -    | 8    | 1    |
| 2012-13     | 토모리 베라트       | 수페르리가  | 12   | 2    | -    | -    | -        | -        | -    | -    | 12   | 2    |
| 총합        | 총합                | 총합        | 12   | 2    | -    | -    | -        | -        | -    | -    | 12   | 2    |
| 2013-14     | 빌리스 발쉬         | 수페르리가  | 16   | 1    | 1    | 1    | -        | -        | -    | -    | 17   | 2    |
| 총합        | 총합                | 총합        | 16   | 1    | 1    | 1    | -        | -        | -    | -    | 17   | 2    |
| 2013-14     | KF 라시             | 수페르리가  | 11   | 4    | 1    | 0    | -        | -        | -    | -    | 12   | 4    |
| 2014-15     | KF 라시             | 수페르리가  | 27   | 11   | 6    | 5    | 4        | 2        | -    | -    | 37   | 18   |
| 2015-16     | KF 라시             | 수페르리가  | 17   | 9    | 3    | 5    | 2        | 0        | 1    | 2    | 23   | 16   |
| 총합        | 총합                | 총합        | 55   | 24   | 9    | 10   | 6        | 2        | 1    | 2    | 71   | 38   |
| 2015-16     | 스컨데르베우 코르처 | 수페르리가  | 17   | 6    | 2    | 1    | -        | -        | -    | -    | 19   | 7    |
| 2016-17     | 스컨데르베우 코르처 | 수페르리가  | 2    | 1    | 0    | 0    | -        | -        | 1    | 0    | 3    | 1    |
| 총합        | 총합                | 총합        | 19   | 7    | 5    | 1    | 0        | 0        | 1    | 0    | 22   | 8    |
| 커리어 통산 | 커리어 통산         | 커리어 통산 | 108  | 34   | 14   | 13   | 6        | 2        | 2    | 2    | 130  | 51   |

## 수상

### 클럽

#### 라시
- 알바니아컵
  - 우승 1회 : 2014-15
- 알바니아 슈퍼컵
  - 우승 1회 : 2015

#### KF 스컨데르베우 코르처
- 알바니아 수페르리가
  - 우승 1회 : 2015-16